# 하루마후지 고헤이

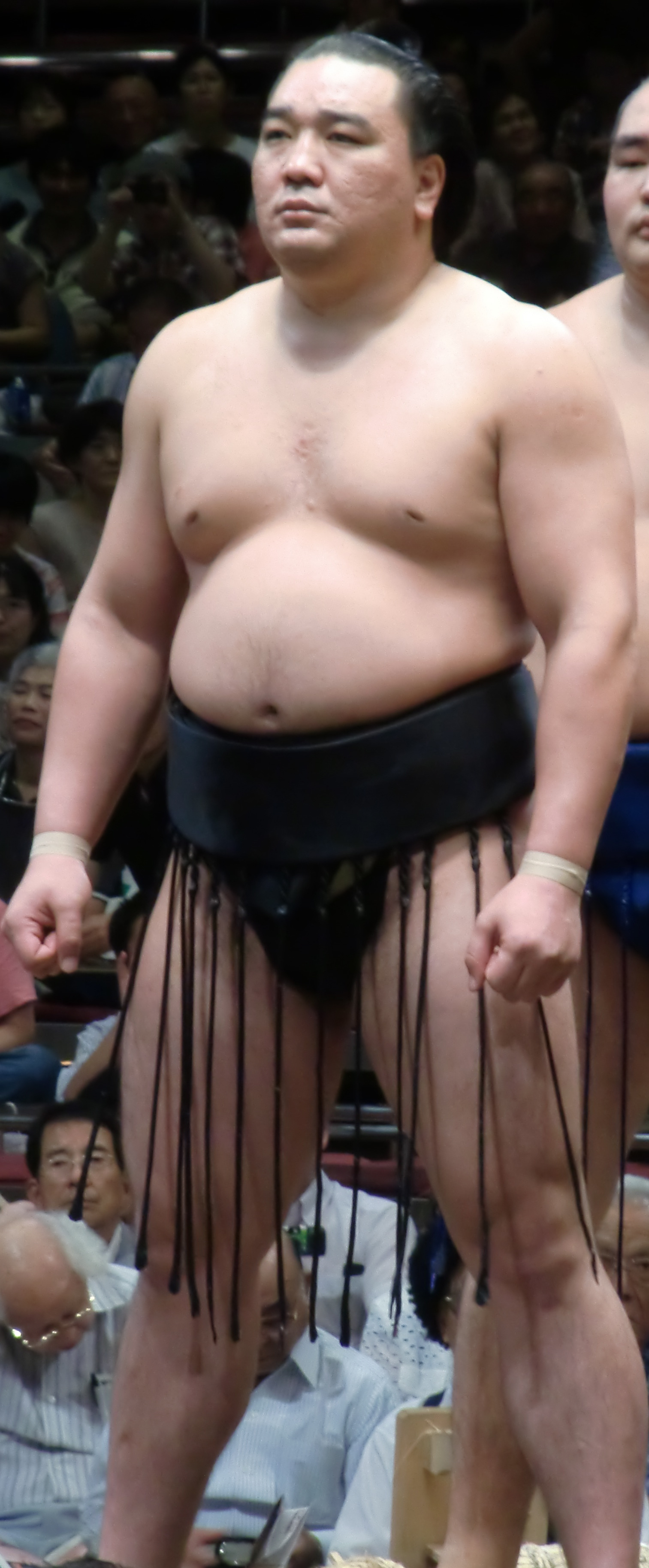
하루마후지 고헤이

하루마후지 고헤이(일본어: 日馬富士公平, 1984년 4월 14일 ~ )는 몽골 울란바토르 출신으로 이세가하마베야(伊勢ヶ濱部屋) 소속 스모 선수이다. 2012년 11월 제70대 요코즈나가 되었다. 본명은 다바냐민 뱜바도르지(몽골어: Даваанямын Бямбадорж)이며 마와시의 색상은 2012년 현재 검은색이다.

## 같이 보기
- 요코즈나 목록